# Liste de ponts de la Haute-Vienne

## Ponts de longueur supérieure à 100 m
Les ouvrages de longueur totale supérieure à 100 m du département de la Haute-Vienne sont classés ci-après par gestionnaires de voies.

### Ferroviaire
- Viaduc de Rocherolles (Folles)
- Viaduc de Bussy-Varache (Eymoutiers)
- Viaduc de Saint-Léonard-de-Noblat

### Autoroute
- Viaduc du Blanzou (Pierre-Buffière)
- Viaduc de la Briance (Pierre-Buffière)
- Viaduc de la Gartempe (Bessines-sur-Gartempe)

## Ponts présentant un intérêt architectural ou historique
Les ponts de la Haute-Vienne inscrits à l’inventaire national des monuments historiques sont recensés ci-après.
- Pont - Aixe-sur-Vienne - XIIIe siècle ; XIXe siècle ; XXe siècle
- Pont dit Pont de Malassert - Aixe-sur-Vienne - XIVe siècle
- Pont du Cheix - La Bazeuge - Dinsac - XIIIe siècle ; XIVe siècle
- Vieux Pont - Bellac - XIIIe siècle ; XIVe siècle
- Pont des Bonshommes sur la Gartempe - Bessines-sur-Gartempe - XIIIe siècle ; XVe siècle : son nom de bonshommes évoque les moines de Grandmont qui l'édifièrent, il fut en partie détruit durant la Seconde Guerre mondiale lors d'une opération de la résistance locale.
- Ponts - Bosmie-l'Aiguille - XIXe siècle
- Pont dit Pont de la Tour sur la rivière L'Isle - Le Chalard - Saint-Yrieix-la-Perche
- Pont romain sur la Gartempe - Châteauponsac - XIVe siècle
- Pont du Dognon - Le Châtenet-en-Dognon - XIIIe siècle ; XIXe siècle ; XXe siècle
- Pont du Moulin de la Barre sur la Brame - Dinsac - XIIIe siècle ; XIVe siècle
- Pont des Graulles ou Planche de Cessat - Flavignac: il s'agit en réalité de plusieurs dalles de granit qui permettent de passer à pied sec le ruisseau de l'Arthonnet
- Pont Saint-Etienne - Limoges - XIIIe siècle: autrefois fortifié, il était emprunté par les pèlerins se dirigeant vers Compostelle.
- Pont Saint-Martial - Limoges - Gallo-romain ; Moyen Âge: il est construit sur la base des piles du pont gallo-romain détruit par le roi d'Angleterre Henri II Plantagenêt au XIIe siècle.
- Pont - Nedde - XVIIe siècle
- Pont de Puymaud - Nieul
- Vieux Pont de Beissat sur la Gartempe - Peyrat-de-Bellac - Saint-Ouen-sur-Gartempe - XIIIe siècle
- Pont du XIIIe siècle sur la Gartempe - Rancon - XIIIe siècle
- Pont du Moulin de la Côte - Rochechouart - Moyen Âge
- Pont du Moulin du Pont sur la Tardoire  - Saint-Bazile - Saint-Mathieu
- Pont Saint-Elisabeth sur la Glane - Saint-Junien - XIIe siècle
- Pont-Notre-Dame sur la Vienne - Saint-Junien - XIIIe siècle: il fut construit en même temps que la chapelle Notre-Dame. Au Moyen Âge, il était le premier pont permettant de traverser la Vienne depuis Aixe-sur-Vienne.
- Planche sur la Couze dite Pont romain - Saint-Léger-la-Montagne
- Pont - Saint-Léonard-de-Noblat - XVIIIe siècle ; XXe siècle
- Viaduc de Chemin de Fer - Saint-Léonard-de-Noblat - XIXe siècle
- Pont Rompu sur la Briance - Solignac - XIIIe siècle ; XVe siècle : XXe siècle : ce pont permettait aux pèlerins de Saint-Jacques de traverser la Briance après avoir effectué leurs dévotions auprès du tombeau de saint Martial à Limoges. En 1993, deux arches du pont furent emportées par la rivière en crue mais ce n'est pas à cause de cet évènement, qu'on le surnomme "rompu".
- Vieux Pont sur la Briance - Solignac - XIIIe siècle ; XIVe siècle
- Pont - Verneuil-sur-Vienne - XIXe siècle
- Pont surmonté d'un colombier - Veyrac - XVIIe siècle: il était la propriété du seigneur du château tout proche. Il est surmonté d'un colombier, symbole du pouvoir seigneurial faisant du pont de Veyrac un exemple unique en France

## Sources
Base de données Mérimée du Ministère de la Culture et de la Communication.